# Pavol Mycio
Pavol Mycio (* 10. května 1950) je bývalý slovenský fotbalista, útočník.
Se svým bratrem Andrejem Myciem nastupoval ve druhé lize za Chemlon Humenné. Jeho strýc Michal Mycio hrál fotbalovou ligu za Jednotu Košice a Vítkovické železárny.

## Hráčská kariéra
V československé lize hrál za Lokomotívu Košice. Dal 3 ligové góly. Ve druhé nejvyšší soutěži hrál za Duklu Banská Bystrica a Chemlon Humenné. Do Lokomotívy přestoupil z Chemlonu Humenné.

## Ligová bilance
| Ročník                                      | Zápasy | Góly | Minuty | Klub                  |
| ------------------------------------------- | ------ | ---- | ------ | --------------------- |
| 1. československá fotbalová liga 1968/69    | 2      | 0    | 180    | Lokomotíva Košice     |
| 1. československá fotbalová liga 1969/70    | 10     | 0    | 278    | Lokomotíva Košice     |
| 1. československá fotbalová liga 1970/71    | 20     | 3    | 1 063  | Lokomotíva Košice     |
| 2. československá fotbalová liga 1971/72    | –      | –    | –      | Dukla Banská Bystrica |
| 2. československá fotbalová liga 1972/73    | –      | –    | –      | Dukla Banská Bystrica |
| 1. československá fotbalová liga 1973/74    | 4      | 0    | 92     | Lokomotíva Košice     |
| 1. slovenská národní fotbalová liga 1981/82 | 29     | 0    | –      | Chemlon Humenné       |
| 1. slovenská národní fotbalová liga 1982/83 | 23     | 0    | –      | Chemlon Humenné       |
| 1. slovenská národní fotbalová liga 1983/84 | 16     | 1    | –      | Chemlon Humenné       |
| CELKEM 1. československá liga               | 36     | 3    | 1 613  |                       |